# Hygrophorus
Hygrophorus és un gènere de bolets agaricals de la família de les higroforàcies (Hygrophoraceae). Totes les espècies són terrestres i ectomicorrítiques (formen una associació amb arbres vius) i es troben habitualment en boscos. Es reconeixen a tot el món unes 260 espècies, de les quals algunes són comestibles i es posen a la venda als mercats locals.
Als Països Catalans, les espècies viscoses comestibles d'aquest gènere es coneixen popularment amb el nom de llenega, mucosa o pegalosa, i els secs o poc viscosos com a carlets o escarlets.

## Taxonomia

### Història
Hygrophorus va ser publicat per primera vegada el 1836 pel micòleg suec Elias Magnus Fries. El nom genèric deriva del grec ῦγρὁς (= humit) + φόρος (= portador), en referència als taps prims que es troben en moltes espècies. Fries (1849) va dividir posteriorment el gènere en tres subgèneres: Limacium, Camarophyllus i Hygrocybe. L'últim d'aquests ara es reconeix com a gènere per dret propi, però fou freqüentment inclòs a Hygrophorus fins als anys 70. Camarophyllus (espècie tipus Hygrophorus camarophyllus) i Limacium també es van elevar al rang de gènere, però es consideren sinònims de Hygrophorus. Camarophyllus sensu Singer (basat en Hygrocybe pratensis) és, però, un sinònim de Hygrocybe (o Cuphophyllus).

### Estat actual
Recents investigacions moleculars, basades en l'anàlisi cladística de seqüències d'ADN, suggereixen que Hygrophorus (menys Hygrocybe) és un gènere monofilètic (i per tant, natural). Però fins ara només se n'han seqüenciat algunes poques espècies.

## Taxonomia

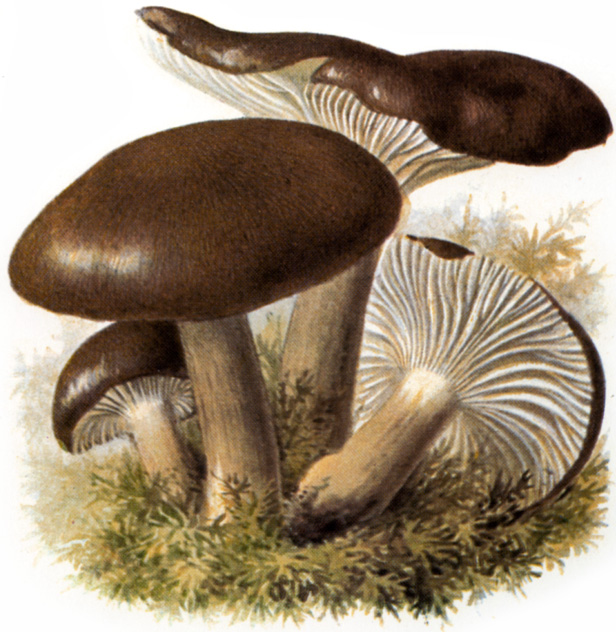
Il·lustració de H. marzuolus

La majoria de les espècies inicialment adscrites al gènere Hygrophorus han estat transferides al nou gènere Hygrocybe. Això inclou Hygrocybe conica, H. punicea i H. psittacina.
L'espècie tipus per al gènere és Hygrophorus eburneus (Bull.) Fr. (1838)
Altres espècies són:
- Hygrophorus atramentosus (Alb. & Schwein.) Haas & Haller (1978)
- Hygrophorus carcharias E. Horak (1973)
- Hygrophorus chrysaspis Métrod (1938)
- Hygrophorus chrysodon llenega blanca de vora groga
- Hygrophorus cossus (Sowerby) Fr. llenega blanca pudent
- Hygrophorus fuligineus Frost ex Peck (1884) [1881]
- Hygrophorus eburneus, Mocosa blanca, (Bull.) Fr.
- Hygrophorus gloriae G. Stev. (1963) [1962]
- Hygrophorus hypothejus Llenega, mocosa
- Hygrophorus karstenii Saccardo & Cuboni (1887)
- Hygrophorus involutus G. Stev. (1963) [1962]
- Hygrophorus latitabundus (Llenega negra)
- Hygrophorus marzuolus (Fr.) Bresadola
- Hygrophorus monticola A.H. Sm. & Hesler
- Hygrophorus nemoreus (Pers.) Fr. 1838
- Hygrophorus nitidus Berk. & M.A.Curtis (1853)
- Hygrophorus olivaceoalbus Llenega de muntanya
- Hygrophorus penarius
- Hygrophorus persoonii (Llenega d'alzinar)
- Hygrophorus roseodiscoideus Bon & Chevassut 1985
- Hygrophorus russula (Fr.) Quél. (1918), Carlet (bolet)
- Hygrophorus salmonipes G. Stev. (1963) [1962]
- Hygrophorus segregatus E. Horak (1990)
- Hygrophorus speciosus Peck (1878) [1875]
- Hygrophorus turundus Fr.
- Hygrophorus waikanaensis G. Stev. (1963) [1962]

## Hàbitat i distribució
Les espècies d'Hygrophorus són ectomicorrítiques, la majoria formant associacions amb arbres (sobretot amb planifòlies i coníferes) i, per tant, es troben típicament als boscos. Molts semblen ser hostes específics, Hygrophorus cossus, per exemple, que es produeixen amb roure, i H. speciosus amb làrix.

## Com a menjar
Els bolets d'algunes espècies es consideren comestibles, i es consumeixen localment (de vegades es venen als mercats) a Espanya i l'est d'Europa, la Xina i el Bhutan i Amèrica Central. És el cas per exemple de la llenega negra a Catalunya, coneguda simplement per llenega.